# Мезенхимальные опухоли
Опухоли мягких тканей (за исключением нейрогенных новообразований) и специфические опухоли костей в онкоморфологии объединяются понятием мезенхимальные опухоли [mesenchymal tumors].
К опухолям мягких тканей [soft tissue tumors] относятся опухоли волокнистой (фиброзной), (2) жировой, (3) мышечных тканей, (4) сосудов, (5) серозных и (6) синовиальных оболочек, (7) структур периферической нервной системы, а также (8) опухоли неясного гистогенеза. Саркомы мягких тканей составляют около 1% всех злокачественных опухолей в развитых странах мира. Общий показатель заболеваемости мягкотканными саркомами —1,4 на 100 тыс. населения (в возрасте 80 лет и старше — 8,0). Множественные мезенхимальные опухоли могут быть проявлением наследственных опухолевых синдромов — туберозного склероза (болезни Прингла—Бурневилля), синдрома Гарднера и других.

## Классификация
Общепринятой является классификация опухолей мягких тканей и костей, разработанная экспертами ВОЗ. Первое её издание вышло в свет в 1969 г., последующие в 1994, 2002, 2013 гг. Пятое издание классификации ВОЗ вышло в 2020 г.
Среди опухолей мягких тканей выделяют следующие группы:
1. Опухоли из (мио)фибробластов
2. Фиброгистиоцитарные опухоли
3. Опухоли белой и бурой жировых тканей
4. Опухоли гладкой и поперечно-полосатой мышечных тканей
5. Сосудистые опухоли (эндотелиоцитарные и периваскулярные)
6. Опухоли серозных и синовиальных оболочек
7. Опухоли периферической нервной системы
8. Хрящевые и костные опухоли мягких тканей
9. Опухоли неясного гистогенеза.

Особенностью современной классификации опухолей мягких тканей является подразделение их на четыре клинико-морфологические категории:
- Доброкачественные опухоли (не метастазируют и редко рецидивируют)
- Пограничные опухоли
  - Локально агрессивные опухоли (не метастазируют, но часто рецидивируют за счёт активного местно-деструирующего роста)
  - Редко метастазирующие опухоли (в менее чем 2% случаев)
- Злокачественные опухоли (часто метастазируют и рецидивируют).

## Степень злокачественности мягкотканных сарком
Степень злокачественности мягкотканных сарком в настоящее время оценивается с учётом трёх показателей [система FNCLCC]: (1) степень дифференцировки опухоли, (2) пролиферативная активность опухолевых клеток, (3) наличие и выраженность некрозов опухолевой ткани.
I. Дифференцировка опухоли
- 1 балл — саркомы, ткань которых напоминает нормальный аналог мягких тканей взрослого человека
- 2 балла — саркомы с признаками слабого сходства с нормальными аналогами мягких тканей взрослого организма
- 3 балла — эмбриональные, недифференцированные саркомы и саркомы неясного типа.

II. Митотическая активность (число фигур митозов в 10 полях зрения при увеличении микроскопа 400)
- 1 балл — 0—9 фигур
- 2 балла — 10—19 фигур
- 3 балла — 20 и более фигур.

III. Некроз опухолевой ткани
- 0 баллов — отсутствие некрозов
- 1 балл — некроз опухоли занимает менее 50% её площади
- 2 балла — некроз опухоли занимает более 50% её площади.

Сумма баллов трёх микроморфологических признаков определяет три степени злокачественности мягкотканных сарком: I степень — 2—3 балла, II степень — 4—5 баллов, III степень — 6—8 баллов [M. Miettinen (Институт патологии Вооружённых сил США), 2003].

## Опухоли из фибробластов и миофибробластов
Опухоли из фибробластов и миофибробластов подразделяются на (1) доброкачественные, (2) локально агрессивные, (3) редко метастазирующие и (4) злокачественные. К доброкачественным опухолям относятся (1) фибромы и миофибромы, (2) фибробластомы и миофибробластомы, а также (3) ряд вариантов фиброматозов, к локально агрессивным новообразованиям — некоторые формы фиброматозов [(1) поверхностные фиброматозы, (2) фиброматозы десмоидного типа и (3) липофиброматоз], к редко метастазирующим опухолям — (1) фибросаркома детей, (2) солитарная фиброзная опухоль, (3) гемангиоперицитома, (4) саркома низкой степени злокачественности из миофибробластов, (5) воспалительная опухоль из миофибробластов и (6) миксоидная воспалительная саркома из фибробластов, к злокачественным новообразованиям — (1) неспецифическая фибросаркома взрослых, (2) миксофибросаркома, (3) склерозирующая эпителиоидная фибросаркома и (4) фибромиксоидная саркома низкой степени злокачественности.

### Доброкачественные опухоли
Фибромы и фибробластомы обычно растут экспансивно и имеют чёткие границы, фиброматоз характеризуется отсутствием чётких границ очага поражения за счёт инфильтрирующего роста. Фиброма [fibroma] — опухоль, образованная зрелой волокнистой соединительной тканью. Различают более десяти морфологических вариантов фибром (эластофиброма, плотная фиброма, мягкая фиброма и др.), но, как правило, их клиническое течение существенно не различается. Помимо мягких тканей, фиброма может формироваться в костях (десмопластическая фиброма кости, одонтогенная фиброма). Фибробластомы [fibroblastomas] отличаются от фибром рядом характеристик опухолевых клеток, однако межклеточный компонент также представлен в основном коллагеновыми волокнами. Доброкачественные опухоли из миофибробластов носят названия миофиброма, миофиброматоз и миофибробластома.
Среди доброкачественных форм фиброматозов [fibromatosis] наиболее часто встречается фиброматоз шеи (врождённая кривошея) — разрастание фиброзной ткани в нижней трети грудино-ключично-сосцевидной мышцы у новорождённых. Фиброзная ткань при этом формирует узел неправильной формы диаметром обычно 1—2 см.
К доброкачественным фиброзным пролиферативным поражениям относятся также (1) нодулярный фасциит, (2) пролиферативный фасциит, (3) пролиферативный миозит и (4) оссифицирующий миозит.
Нодулярный фасциит представляет собой быстро увеличивающийся узелок (примерно на 1 см в неделю), расположенный в подкожной клетчатке, скелетных мышцах или связанный с их фасциями; очаг поражения при этом редко превышает 3 см в диаметре и обычно имеет чёткие границы. После удаления рецидивирует редко. Быстрый рост узелка в ранней стадии процесса и высокая клеточность с признаками атипии опухолевых клеток симулируют саркому, поэтому ранее (классификация опухолей мягких тканей ВОЗ, 1969) нодулярный фасциит называли псевдосаркоматозным фиброматозом. Пролиферативным фасциитом называется аналогичное поражение, в ткани которого выявляются крупные фибробласты. Такой же процесс в скелетных мышцах носит название пролиферативный миозит. Миозит с признаками костной метаплазии называется оссифицирующим миозитом; при этом очаг поражения в скелетной мышце не связан с костью.

### Локально агрессивные опухоли
К поверхностным фиброматозам относятся (1) фиброматоз ладони (контрактура Дюпюитрена [Dupuytren’s contracture]) и (2) фиброматоз подошвы (болезнь Леддерхозе [Ledderhose’s disease]). Фиброматозы десмоидного типа (десмоидные опухоли) — глубокие фиброматозы, характеризующиеся выраженной пролиферацией активных фибробластов. Различают (1) абдоминальный (в толще передней брюшной стенки), (2) интра-абдоминальный (в органах брюшной полости, прежде всего в брыжейке тонкой кишки) и (3) экстра-абдоминальный (при локализации процесса за пределами брюшной стенки и органов брюшной полости) варианты десмоидных опухолей.
К локально агрессивным опухолям также можно отнести ангиофиброму носоглотки, встречающуюся обычно у мальчиков на втором десятилетии жизни. Эта опухоль отличается местно-деструирующим ростом, часто рецидивирует после удаления.
Близким к глубоким фиброматозам является идиопатический ретроперитонеальный фиброз (болезнь Ормонда). Заболевание встречается преимущественно у взрослых мужчин. При этом в забрюшинном пространстве происходит разрастание грубоволокнистой соединительной ткани, сдавливающей мочеточники (фиброзный периуретерит), что приводит к гидронефрозу. Реже встречается фиброзный периаортит. Иногда аналогичные процессы развиваются в средостении (фиброзный медиастинит), в щитовидной железе (фиброзный тиреоидит Риделя), в печени (первичный склерозирующий холангит), в тканях орбиты (псевдоопухоль орбиты). В таких случаях распространённых поражений заболевание обозначается термином системный идиопатический фиброз (мультифокальный фибросклероз).

### Редко метастазирующие опухоли
Наиболее распространёнными редко метастазирующими опухолями данной группы являются (1) солитарная фиброзная опухоль и (2) гемангиоперицитома. Солитарная фиброзная опухоль встречается в различных органах, но чаще исходит из плевры. В 90% случаев она растёт экзофитно, возвышаясь на поверхностью висцеральной плевры, однако в 10% наблюдений врастает в лёгочную ткань. Гемангиоперицитома [haemangiopericytoma] чаще локализуется в мягких тканях бёдер, таза и забрюшинного пространства. В ряде случаев сопровождается гипогликемией.

### Злокачественные опухоли
Среди злокачественных опухолей из фибробластов и миофибробластов чаще встречается неспецифическая фибросаркома взрослых. Неспецифическая фибросаркома взрослых представляет собой узел без чётких границ диаметром обычно более 3 см, расположенный в глубоких мягких тканях преимущественно нижних конечностей. Установлено, что этот вид опухоли нередко развивается через несколько лет, иногда десятилетий, после облучения. В типичных случаях при микроскопическом исследовании опухоли выявляются длинные переплетающиеся пучки веретеновидных клеток (рисунок «колосьев»). Фибросаркома детей раннего возраста (врождённая и до 5 лет жизни) протекает относительно благоприятно (показатель 5-летней выживаемости при ней достигает 85%), поэтому она относится к редко метастазирующим, а не к злокачественным опухолям..

## Фиброгистиоцитарные опухоли
Фиброгистиоцитарными опухолями называются опухоли фиброзной ткани с наличием макрофагов (гистиоцитов) в строме, а также аберрантной экспрессии опухолевыми клетками гистиоцитарных маркеров. Опухоли в данном случае не развиваются из гистиоцитов (такие новообразования относят к гемобластозам). Категория так называемых фиброгистиоцитарных опухолей является спорной. Некоторые авторы предлагают рассматривать эти опухоли среди новообразований неясного генеза.
К доброкачественным фиброгистиоцитарным опухолям относятся (1) доброкачественная фиброзная гистиоцитома, (2) ксантома, (3) ксантогранулёма, (4) ретикулогистиоцитома и некоторые другие; к редко метастазирующим — (1) выбухающая дерматофибросаркома Дарье—Феррана, (2) атипичная фиброксантома, (3) плексиформная фиброгистиоцитарная опухоль. Злокачественные фиброгистиоцитарные новообразования обозначаются общим термином злокачественная фиброзная гистиоцитома (недифференцированная плеоморфная саркома). Из перечисленных форм ксантомы к группе фиброгистиоцитарных новообразований относятся условно, они представляют собой очаговое скопление макрофагов, активно фагоцитирующих липиды, прежде всего холестерол, и поэтому являются не опухолями, а опухолеподобными поражениями. Их можно рассматривать, как своеобразные гранулёмы (фагоцитомы).
Специфической особенностью фиброгистиоцитарных новообразований, кроме атипичной фиброксантомы, является инвазивный рост, поэтому границы узелка (узла) нечёткие, а при неправильном удалении доброкачественных опухолей данной группы нередки рецидивы (иссекать их необходимо в пределах здоровых тканей).

### Доброкачественные опухоли
Доброкачественная фиброзная гистиоцитома представляет собой небольшой узел без чётких границ. Доброкачественная фиброзная гистиоцитома кожи называется дерматофибромой [dermatofibroma]. Глубоко расположенные опухоли и новообразования с высокой клеточностью рецидивируют несколько чаще.
Ксантома [xanthoma] представляет собой узелок или узел, реже пятно, жёлтого цвета (от лат. xanthos — жёлтый). Ксантомы нередко сочетаются с повышенным уровнем липидов в плазме крови. Иногда гиперлипидемия сопровождается появлением множественных небольших ксантом на коже (ксантомы как элементы сыпи); такие ксантомы называются эруптивными [eruptive xanthomas]. Ксантомы образуются в коже и в ткани различных органов. Ксантомы на веках носят название ксантелазмы [xanthelasmas].
Опухоль типа ксантомы, но с наличием пенистых клеток различного размера и формы, называется ксантогранулёмой. Ксантогранулёма редко встречается у взрослых, в основном её обнаруживают в детском возрасте (ювенильная ксантогранулёма), даже у новорождённых. Особым клинико-морфологическим вариантом ксантогранулёмы является чаще встречающаяся у взрослых забрюшинная ксантогранулёма Оберлинга.
Ретикулогистиоцитома — доброкачественная фиброгистиоцитарная опухоль, которая нередко сопутствует различным формам артрита, сочетается с аутоиммунными заболеваниями, иногда является паранеопластическим процессом, отражая наличие в организме злокачественной опухоли внутренних органов.

### Редко метастазирующие опухоли
Выбухающая дерматофибросаркома [dermatofibrosarcoma protuberans] представляет собой довольно крупный (несколько сантиметров в диаметре) узел, возвышающийся над поверхностью кожи. Рост опухоли медленный; узел не имеет чётких границ, часто опухоль врастает в подкожно-жировую клетчатку. Примерно в половине случаев после удаления выбухающая дерматофибросаркома рецидивирует, метастазы формируются редко. В редких случаях ткань опухоли имеет тёмно-коричневый или чёрный цвет благодаря наличию меланин-содержащих клеток (пигментная выбухающая дерматофибросаркома Беднара). Опухоль Беднара внешне напоминает злокачественную меланому.
Атипичная фиброксантома [atypical fibroxanthoma] обычно возникает у пожилых лиц под влиянием солнечного ультрафиолета, локализуется в коже открытых участков тела. Опухоль, как правило, представляет собой небольшой узелок с изъязвлением поверхности и чёткими границами. Обычно течение опухоли доброкачественное, но изредка формируются рецидивы и метастазы.
Плексиформная фиброгистиоцитарная опухоль [plexiform fibrohistiocytic tumor] обнаруживается у детей и лиц молодого возраста в коже и подкожной клетчатке конечностей. После удаления опухоль часто рецидивирует, в редких случаях формируются метастазы, прежде всего в регионарные лимфоузлы.

### Злокачественные опухоли
Злокачественная фиброзная гистиоцитома [malignant fibrous histiocytoma] — одна из наиболее распространённых сарком. Опухоль локализуется в различных органах, особенно в глубоких тканях конечностей и в забрюшинном пространстве. Внешне она представляет собой узел/узлы без чётких границ с некрозами и кровоизлияниями.

## Опухоли жировой ткани
Различают опухоли (1) белой и (2) бурой жировой ткани. Доброкачественная опухоль белой жировой ткани обозначается термином липома [lipoma], бурой — гибернома [hibernoma]. Злокачественные опухоли жировой ткани называются липосаркомами [liposarcomas] (ранее использовавшийся термин злокачественная гибернома в настоящее время не применяется). Исключением является высокодифференцированная липосаркома (атипичная липоматозная опухоль), не метастазирующая, но нередко рецидивирующая после удаления. Эта опухоль отнесена в группу локально агрессивных новообразований жировой ткани.
Липомы обычно представляют собой мягкие узлы жёлтого цвета, образованные дольками жировой ткани. Различают несколько морфологических вариантов липом (обычная, веретеноклеточная, плеоморфная, хондроидная и др.), однако клинически все они протекают одинаково доброкачественно. Кроме того, выделяют (1) внутримышечную липому, (2) липобластому и (3) липоматоз. Внутримышечная липома локализуется в толще скелетных мышц, отличается медленным инвазивным ростом, и вследствие этого отсутствием чётких границ. Крупная опухоль вызывает атрофию мышцы. После удаления внутримышечная липома может рецидивировать. Липобластома, образованная созревающими жировыми клетками, встречается в основном у детей, как правило, в первые годы жизни. Диффузным липоматозом называются очаги разрастания жировой ткани, не имеющие чётких границ. В ряде случаев причиной диффузного липоматоза является повышение концентрации в организме глюкокортикоидов (стероидный липоматоз). При локализации поражения в параректальной или в паравезикальной ткани могут возникнуть толстокишечная непроходимость или задержка мочи. Множественные липомы также обозначаются термином липоматоз. Наиболее известными липоматозами являются липоматоз Деркума и липоматоз Маделунга. Липоматоз Деркума характеризуется наличием болезненных липом преимущественно на конечностях. При липоматозе Маделунга липомы локализуются в области шеи, иногда охватывают её кольцом, вызывая сдавление сосудов, нервов, дыхательных путей и глотки.
Гибернома наиболее часто располагается в лопаточных и межлопаточной областях, где в норме концентрируется бурый жир.
Липосаркомы характеризуются значительным разнообразием. Некоторые варианты её являются опухолям низкой степени злокачественности, другие отличаются высокозлокачественным течением.

## Опухоли мышечных тканей
Опухоли мышечных тканей подразделяются на опухоли (1) гладкой и (2) поперечно-полосатой мышечных тканей. Зрелые опухоли гладких мышц — лейомиомы [leiomyomas], поперечно-полосатой мышечной ткани — рабдомиомы [rhabdomyomas]. Незрелые злокачественные опухоли гладких мышц называются лейомиосаркомами [leiomyosarcomas], поперечно-полосатой мышечной ткани — рабдомиосаркомами [rhabdomyosarcomas].
Наиболее часто лейомиомы развиваются в матке под влиянием эстрогенных гормонов, усиливающих пролиферативную активность гладкомышечных клеток миометрия. Кроме того, лейомиомы формируются из лейомиоцитов сосудов, пилярных мышц кожи, а также стенок полых органов, прежде всего желудочно-кишечного тракта. Множественные лейомиомы, особенно при поражении лимфатических узлов, лёгких и печени часто развиваются на фоне иммунодефицитного состояния, например, при ВИЧ-инфекции. Иногда лейомиомы матки метастазируют в лёгкие (метастазирующая лейомиома), однако при этом они остаются доброкачественными опухолями. Изредка опухолевая ткань врастает в просвет вен матки, таза и даже в нижнюю полую вену (интравенозный лейомиоматоз). Прогноз интравенозного лейомиоматоза остаётся благоприятным, несмотря на неполное хирургическое удаление опухоли.
У женщин репродуктивного возраста иногда формируется диссеминированный лейомиоматоз брюшины, при котором на брюшине образуются множественные небольшие лейомиомы, внешне напоминающие метастазы злокачественной опухоли. Это состояние обычно связано с беременностью, наличием продуцирующей эстрогены опухоли яичников или применением пероральных контрацептивов. Диссеминированный перитонеальный леомиоматоз в большинстве случаев является неожиданной находкой во время кесарева сечения. Как правило, очаги поражения спонтанно регрессируют.
Лейомиосаркома чаще всего развивается в матке при озлокачествлении длительно существующих лейомиом. В опухолевом узле при этом появляются участки более мягкой консистенции, очаги некроза и кровоизлияний. Рабдомиосаркомы развиваются в основном в детском возрасте. Эмбриональная рабдомиосаркома относится к опухолям низкой степени злокачественности; альвеолярная и плеоморфная рабдомиосаркомы — высокозлокачественные новообразования. Своеобразным вариантом эмбриональной рабдомиосаркомы является ботриоидная (от греч. bothrios — виноградная гроздь) рабдомиосаркома, развивающаяся у детей первых лет жизни в слизистых оболочках различных органов, чаще влагалища, и выступающая над их поверхностью («ботриоидный полип»).

## Опухоли кровеносных и лимфатических сосудов
Опухоли сосудов подразделяются на эндотелиоцитарные (развивающиеся из эндотелиальных клеток кровеносных и лимфатических сосудов) и периваскулярные (возникающие из других типов клеточных элементов стенки сосуда и периваскулярной ткани, непосредственно примыкающей к сосуду).

### Эндотелиоцитарные опухоли кровеносных сосудов
Выделяют четыре группы эндотелиальных сосудистых опухолей: (1) доброкачественные, (2) пограничные локально агрессивные, (3) пограничные редко метастазирующие и (4) злокачественные. Зрелые доброкачественные опухоли кровеносных сосудов носят название гемангиомы. Пограничной локально агрессивной опухолью является гемангиоэндотелиома, напоминающая саркому Капоши (капошиформная гемангиоэндотелиома). К редко метастазирующим опухолям относятся (1) саркома Капоши, (2) ретиформная гемангиоэндотелиома и (3) комбинированная гемангиоэндотелиома. Злокачественными эндотелиоцитарными опухолями кровеносных сосудов являются (1) ангиосаркома и (2) эпителиоидная гемангиоэндотелиома.

#### Доброкачественные опухоли
Различают (1) капиллярные, (2) кавернозные, (3) внутримышечные и некоторые другие виды гемангиом [haemangiomas]. Своеобразным вариантом гемангиом является (4) пиогенная гранулёма (гемангиома грануляционнотканного типа). Капиллярные гемангиомы образованы капиллярными сосудами, они подразделяются на два типа: ювенильный (детский) и взрослый. Капиллярная гемангиома ювенильного типа (сосудистый невус) представляет собой узелок или пятно в основном красного цвета, развивается у 0,5% новорождённых, обычно формируется через несколько недель или месяцев после рождения. Через некоторое время они спонтанно регрессируют. Капиллярная гемангиома взрослого типа встречается уже у подростков, но частота их развития увеличивается с возрастом. Они локализуются прежде всего на коже туловища и конечностей, а также во внутренних органах. Кавернозные гемангиомы образованы сосудами с резко расширенным просветом. Они располагаются как на коже, так и во внутренних органах (прежде всего в печени и в селезёнке). Внутримышечная гемангиома — капиллярная или кавернозная гемангиома, располагающаяся в толще скелетной мышцы. Опухоль часто болезненна, после удаления может рецидивировать. Обычно гемангиомы не инкапсулированы и отличаются инвазивным ростом, особенно внутримышечные, но без деструкции окружающих тканей.
Пиогенная гранулёма представляет собой разрастание в месте травмы грануляционной ткани в виде узелка на коже или слизистых оболочках. Чаще она локализуется на слизистой оболочке полости рта, прежде всего на десне. Характерно образование пиогенных гранулём при беременности (granuloma gravidarum), такие опухоли регрессируют после родов или прерывания беременности.
Венозные гемангиомы образованы очаговым скоплением сосудов венозного типа, артериовенозные гемангиомы состоят из венозных, капиллярных и артериальных сосудов. Эпителиоидная гемангиома (ангиолимфоидная гиперплазия с эозинофилией) характеризуется пролиферацией в коже капилляров с крупными эндотелиальными клетками, напоминающими гистиоциты. Капилляры окружены скоплениями лимфоцитов, макрофагов и эозинофильных гранулоцитов, нередко встречаются лимфоидные фолликулы. Чаще опухоль располагается на коже головы.

#### Гемангиоматозы
В зависимости от количества гемангиом выделяют солитарные и множественные гемангиомы. Множественные гемангиомы также обозначаются термином гемангиоматоз. К гемангиоматозам относятся (1) прогрессирующий гемангиоматоз кожи Дарье, (2) синдром Казабаха—Мерритт, (3) синдром Маффуччи и (4) синдром Хаферкампа.
Прогрессирующий гемангиоматоз кожи Дарье характеризуется наличием увеличивающихся в размерах и в количестве кожных гемангиом, которые могут осложниться тромбоцитопенией потребления и ДВС-синдромом.
Синдром Казабаха—Мерритт — гигантские гемангиомы кожи с развитием тромбоцитопении потребления и ДВС-синдрома.
Синдром Маффуччи — вариант болезни Оллье (энхондроматоза костей, преимущественно пальцев рук и ног) в сочетании с множественными капиллярными и кавернозными гемангиомами мягких тканей пальцев.
Синдром Хаферкампа — генерализованный гемангиоматоз костей. Заболевание быстро прогрессирует, завершаясь летальным исходом. Инвазивный рост внутрикостных гемангиом приводит к деформации костей, их разрушению (патологическим переломам), и вытеснению из губчатого вещества миелоидной ткани с развитием гипопластической анемии.
Заболевания, при которых гемангиомы локализуются в различных органах (кожа, внутренние органы, головной мозг, глаза, кости), называются системными гемангиоматозами. К ним относятся (1) синдромы Гиппеля—Линдау и (2) Стерджа—Вебера—Краббе.
Синдром Гиппеля–Линдау (ретиноцеребровисцеральный ангиоматоз) характеризуется наличием сосудистых опухолей в сетчатке глаза, во внутренних органах (печень, селезёнка) и в ЦНС (как правило, в мозжечке с соответствующей неврологической симптоматикой). Во внутренних органах обнаруживаются гемангиомы, в сетчатке и в мозжечке — гемангиобластомы (богатые сосудами опухоли неясного гистогенеза).
Синдром Стерджа–Вебера–Краббе — сочетание, как правило, односторонних гемангиом кожи лица в области иннервации I или II ветвей тройничного нерва, гемангиом сосудистой оболочки глаза (в результате чего развиваются глаукома или отслойка сетчатки) и гемангиом головного мозга, что проявляется развитием судорожного синдрома и гемипарезов/гемиплегии на противоположной опухоли стороне тела.

#### Саркома Капоши
Среди пограничных опухолей основное значение имеет саркома Капоши [Kaposi's sarcoma] — опухоль из малодифференцированных сосудистых клеток, развивающаяся на фоне иммунодефицита под влиянием вируса герпеса 8 типа (HHV-8). Различают три основных варианта опухоли: (1) старческий, (2) эпидемический и (3) ятрогенный. Старческая саркома Капоши, как следует из названия, развивается в старческом возрасте и является опухолью низкой степени злокачественности. Эпидемический (при ВИЧ-инфекции) и ятрогенный (вследствие медикаментозной иммуносупрессии) варианты отличаются высокой степенью злокачественности. Обычно саркома Капоши представляет собой коричневато-красную мягкую бляшку на коже голеней или стоп.

#### Злокачественные опухоли
Ангиосаркома [angiosarcoma] относится к опухолям высокой степени злокачественности. Установлена этиологическая роль соединений мышьяка, винилхлорида и инсоляции в развитии ангиосаркомы. Болеют в основном взрослые и лица пожилого возраста. Макроморфологически ангиосаркома, как правило, представляет собой узел красного цвета без чётких границ. Эпителиоидная гемангиоэндотелиома при локализации в лёгких, как правило, приводит к тяжёлым осложнениям и смерти.

### Эндотелиоцитарные опухоли лимфатических сосудов
Зрелые опухоли кровеносных сосудов называются лимфангиомами [lymphangiomas], незрелая злокачественная опухоль — лимфангиосаркомой [lymphangiosarcoma]. К этой группе новообразований также относится пограничная редко метастазирующая опухоль — папиллярная внутрисосудистая ангиоэндотелиома (опухоль Дабской).
Лимфангиомы чаще всего образованы обычными капиллярными (капиллярная лимфангиома) или резко расширенными (кавернозная лимфангиома) лимфатическими сосудами. Лимфангиосаркома встречается преимущественно у женщин. В основном она формируется на фоне длительного лимфостаза. Лимфангиосаркома у женщин, которым была проведена радикальная мастэктомия по поводу рака молочной железы (синдром Стюарта—Тревеса), развивается обычно через 10 лет после перенесённой операции.

### Периваскулярные (перицитарные) опухоли
К периваскулярным опухолям относятся (1) гломусная опухоль и (2) миоперицитома. Различают доброкачественную и злокачественную гломусные опухоли [glomus tumors]. Доброкачественная гломусная опухоль, как правило, локализуется в мягких тканях пальцев под ногтевой пластинкой и представляет собой синюшно-красный узелок диаметром обычно менее 1 см. Опухоль болезненна. После удаления часто рецидивирует.

## Опухоли серозных покровов
Из серозных оболочек исходят различные доброкачественные и злокачественные опухоли. К доброкачественным новообразованиям относятся (1) высокодифференцированная папиллярная мезотелиома, (2) мультикистозная мезотелиома и (3) аденоматоидная опухоль. Традиционно в данной группе рассматривают плевральную бляшку (реактивный опухолеподобный процесс).
Злокачественными новообразованиями серозных покровов являются (1) так называемая диффузная мезотелиома, (2) эпителиальная, (3) веретеноклеточная (саркоматоидная) и (4) бифазная злокачественные мезотелиомы. Установлено, что причиной развития злокачественной мезотелиомы плевры может быть асбест.

## Опухоли синовиальных оболочек
В настоящее время к опухолям синовиальных оболочек относятся только два новообразования — доброкачественная и злокачественная теносиновиальные гигантоклеточные опухоли. Ранее в эту группу включали «синовиальную» саркому [«synovial» sarcoma], однако гистогенетически она не принадлежит к синовиальным опухолям, несмотря на то, что часто располагается вблизи суставов.

## Опухоли неясного гистогенеза
К доброкачественным новообразованиям данной группы относятся прежде всего миксомы — опухоли, построенные из соединительной ткани, сходной со слизистой тканью. Миксомы всегда растут инвазивно. При макроморфологическом исследовании их ткань мягкая, однородная, полупрозрачная. Миксому, богатую кровеносными капиллярами, называют ангиомиксомой. Она отличается несколько большей агрессивностью, но в целом по формальным признакам укладывается в рамки доброкачественного мягкотканного новообразования.
Наиболее распространённой злокачественной мягкотканной опухолью неясного гистогенеза является «синовиальная» саркома, представленная вариантами различной степени злокачественности. «Синовиальная» саркома низкой степени злокачественности развивается у больных моложе 15 лет, в случае локализации в дистальных отделах конечностей и при величине узла до 5 см в диаметре.

## Опухоли костей
Выделяют четыре основные группы новообразований костей: (1) опухоли костной ткани, (2) опухоли хрящевой ткани, (3) гигантоклеточная опухоль костей и (4) «костномозговые» опухоли. Костные и хрящевые опухоли могут первично развиваться в мягких тканях и внутренних органах.

### Костеобразующие опухоли
К зрелым доброкачественным костеобразующим новообразованиям относятся (1) остеома [osteoma], (2) остеоид-остеома [osteoid-osteoma] и (3) доброкачественная остеобластома [benign osteoblastoma]. Незрелыми злокачественными костеобразующими опухолями являются (1) агрессивная остеобластома (злокачественная остеобластома) [malignant osteoblastoma] и остеосаркома (остеогенная саркома) [osteosarcoma].

#### Доброкачественные опухоли
Остеома не является истинной опухолью, она представляет собой реактивный опухолеподобный процесс, отличается медленным ростом, в основном локализуется в костях черепа. Ткань остеомы представлена компактным костным веществом. Ранее выделяли губчатые остеомы, в настоящее время этот термин использовать не рекомендуется.
Остеоид-остеома (остеоидная остеома) располагается в компактной костной ткани поверхностного (кортикального) слоя кости. Близость опухоли к надкостнице обусловливает развитие сильных болей. Опухоль развивается в основном у подростков и лиц молодого возраста в диафизах длинных трубчатых костей, отличается небольшими размерами (обычно менее 1 см в диаметре), крайне медленным ростом, чёткими границами и, как правило, выраженной зоной реактивного костеобразования.
Доброкачественная остеобластома, аналогичная по микроскопическому строению остеоид-остеоме, но локализуется в глубоких отделах кости, в губчатой костной ткани. Размер опухоли обычно превышает 1 см в диаметре, реактивное костеобразование незначительное. Как правило, сильные боли, типичные для остеоид-остеомы, отсутствуют. Агрессивная остеобластома характеризуется часто развивающимися рецидивами после оперативного лечения, но не метастазирует.

#### Остеосаркома
Остеосаркома — наиболее распространённая первичная злокачественная опухоль костей. В основном она развивается на втором десятилетии жизни у лиц мужского пола. В пожилом возрасте остеосаркома, как правило, формируется на фоне болезни Педжета костей. Чаще остеосаркома локализуется в метафизах длинных трубчатых костей.
Остеосаркомы подразделяются на два основных клинико-морфологических варианта: (1) центральный (медуллярный) и (2) поверхностный (периферический). Как правило, центральная остеосаркома является опухолью высокой степени злокачественности, периферическая — низкой.
Поверхностная остеосаркома плотно прилежит к поверхности кости или окружает её в виде муфты, не вызывая выраженного разрушения кортикального слоя. Опухоли, как правило, развиваются в диафизах длинных трубчатых костей. Рентгенологически в большинстве случаев в опухоли обнаруживаются радиальные линейные затемнения, а также дистальный и проксимальный остеофиты («треугольники Кодмэна»), образующиеся за счёт реактивного костеобразования при отслойке надкостницы по периферии опухоли. Выделяют два основных типа поверхностной остеосаркомы: (1) паростальный (юкстакортикальный) и (2) периостальный. Паростальная остеосаркома образована преимущественно опухолевой костной тканью, периостальная остеосаркома в основном состоит из опухолевого хряща.

### Хрящеобразующие опухоли
Зрелыми доброкачественными хрящеобразующими опухолями костей являются (1) хондрома [chondroma], (2) остеохондрома [osteochondroma], (3) доброкачественная хондробластома [benign chondroblastoma] и (4) хондромиксоидная фиброма [chondromyxoid fibroma]. Незрелая злокачественная опухоль хрящевой ткани обозначается термином хондросаркома [chondrosarcoma].

#### Доброкачественные опухоли
Хондрома представлена зрелым гиалиновым хрящом. В зависимости от локализации в кости различают два вида хондром: (1) энхондромы, расположенные центрально, и (2) периостальные хондромы, располагающиеся в периферических отделах кости. Чаще встречаются энхондромы, которые могут быть солитарными (одиночными) и множественными. Множественные энхондромы обозначают термином энхондроматоз костей. Среди энхондроматозов основными являются болезнь Оллье и её вариант синдром Маффуччи. Болезнь Оллье проявляется образованием энхондром в костях кистей и стоп. Энхондромы вызывают искривление костей, которое продолжается до тех пор, пока происходит их рост, в результате чего кисти и стопы могут превратиться в узловатые конгломераты. Наличие при болезни Оллье гемангиом мягких тканей называется синдромом Маффуччи. Солитарные энхондромы, в отличие от множественных, редко трансформируются в хондросаркому.
Остеохондрома представляет собой покрытый слоем хряща («хрящевой шапочкой») костный вырост на наружной поверхности кости. Остеохондромы могут быть солитарными и множественными, обычно располагаются в области метафизов длинных трубчатых костей и обнаруживаются в основном у детей (рост остеохондром обычно прекращается ко времени созревания скелета). Также как и при хондромах, солитарные остеохондромы, в отличие от множественных, редко подвергаются озлокачествлению.
Доброкачественная хондробластома почти всегда располагается в эпифизах длинных трубчатых костей, обычно у лиц в возрасте до 20 лет, отличается болезненностью, нередко значительной, иногда рецидивирует после удаления и крайне редко трансформируется в хондросаркому.
Хондромиксоидная фиброма по своим клиническим признакам сходна с хондробластомой, однако гистологическая картина опухоли может симулировать дифференцированную хондросаркому. При рентгенологическом исследовании опухоль представляет собой внутрикостный узел с чёткими границами и тонким ободком гиперминерализованной костной ткани.

#### Хондросаркома
В противоположность хондромам, большинство из которых обнаруживается в периферических отделах конечностей, хондросаркома возникает главным образом в костях таза, рёбрах, плечевой и бедренной костях. Хондросаркома образована преимущественно или полностью незрелой хрящевой тканью без образования опухолевой кости. Различают четыре основных варианта хондросаркомы: обычный, юкстакортикальный (периостальный), мезенхимальный и дедифференцированный.
Выделяют высоко- и низкодифференцированный варианты обычной хондросаркомы. Опухоль располагается в центральных отделах кости (центральная хондросаркома), разрушает окружающую костную ткань, не имеет чётких границ, что можно выявить при рентгенологическом исследовании. Юкстакортикальная хондросаркома (опухоль низкой степени злокачественности) является аналогом периостальной остеосаркомы, но без признаков опухолевого остеогенеза. Мезенхимальная и дедифференцированная хондросаркомы относятся к высокозлокачественным новообразованиям. Дедифференцированная хондросаркома — одна из наиболее злокачественных опухолей человека, более агрессивная, чем остеосаркома, обычно развивается у пожилых лиц. Показатель 5-летней выживаемости при этой опухоли составляет 10—15%.

### Гигантоклеточная опухоль костей
Гигантоклеточная опухоль костей (остеокластома) [giant cell tumor of bone] является агрессивной, но редко метастазирующей опухолью. Помимо одноядерных опухолевых клеток она содержит многоядерные клетки, сходные с остеокластами (отсюда и название опухоли). Как правило, опухоль развивается преимущественно в возрасте 20—40 лет в эпифизах длинных трубчатых костей. Гигантоклеточная опухоль является остеолитическим новообразованием; возникнув в эпифизе, вблизи суставного хряща, она в дальнейшем распространяется и захватывает весь эпифиз и прилегающие отделы метафиза. После удаления гигантоклеточная опухоль часто рецидивирует, иногда метастазирует в лёгкие. В отечественной литературе для обозначения этой опухоли также используется термин остеобластокластома.

### «Костномозговые» опухоли
К так называемым костномозговым опухолям относятся опухоли из малодифференцированных мезенхимальных клеток Эти новообразования являются опухолями высокой степени злокачественности. Основной из них является саркома Юинга [Ewing's sarcoma], обычно возникающая в возрасте 5—15 лет, как правило, в диафизе и в метафизе длинных трубчатых костей. При рентгенологическом исследовании опухоль в основном выглядит остеолитической, но разрушение кости часто сочетается с очагами остеогенеза. Нередко встречается периостальное костеобразование с характерной рентгенологической картиной «луковичных чешуек». Саркома Юинга рано даёт метастазы в другие кости, в лёгкие и печень. Кроме того, нередко она развивается первично в нескольких костях (мультицентричный рост опухоли). Изредка саркома Юинга развивается в мягких тканях и во внутренних органах (внекостная саркома Юинга).